# Parakənd (Gədəbəy)
Parakənd è un comune dell'Azerbaigian situato nel distretto di Gədəbəy. Conta una popolazione di 1 979 abitanti.